# Ronald Miehling

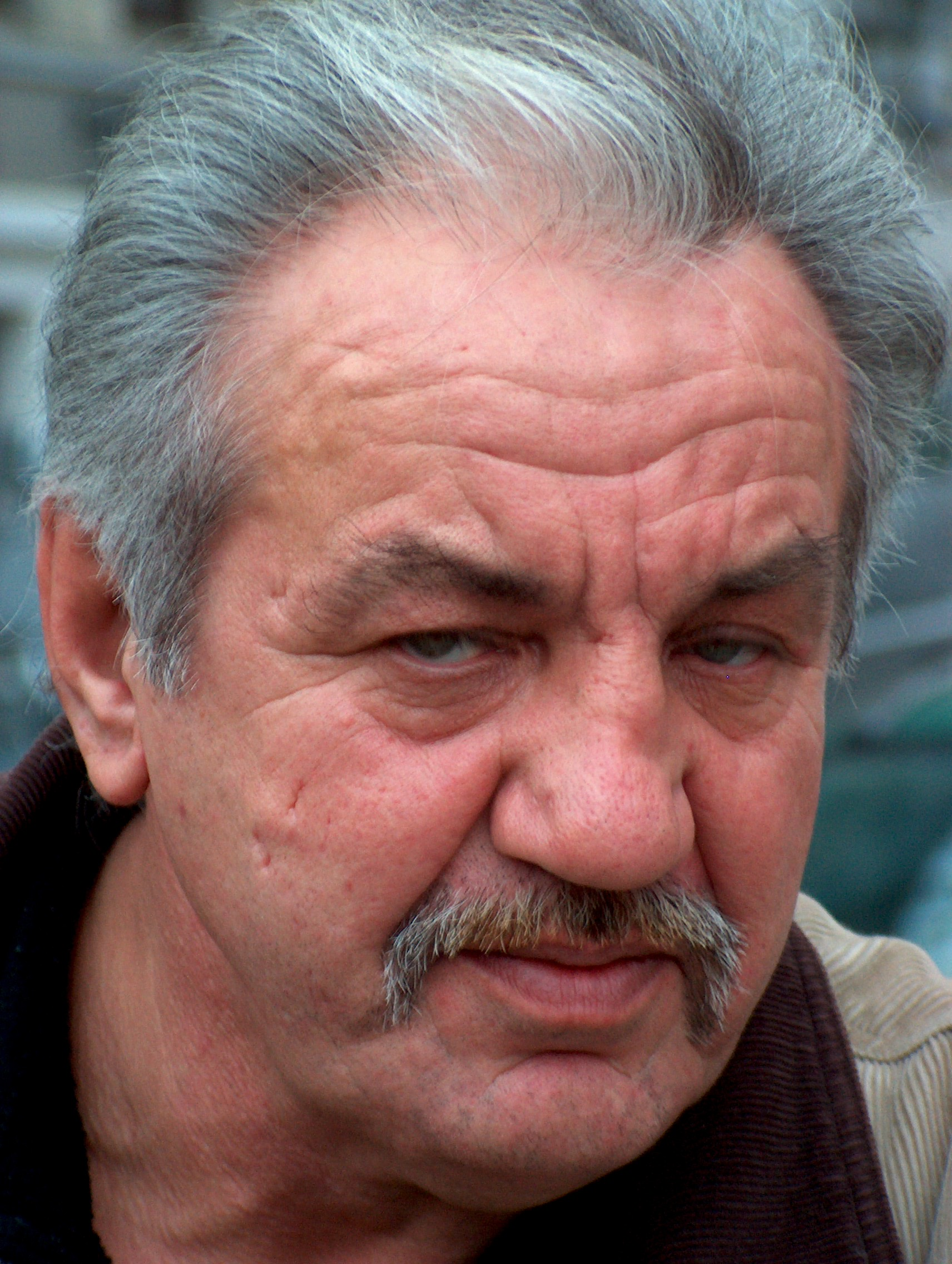
Ronald Miehling im Jahre 2002

Ronald Lothar „Blacky“ Miehling (* 12. Juli 1950 in Hamburg; † 1. November 2022 in Bremen) war ein deutscher Drogendealer. Er galt als einer der größten Drogendealer Hamburgs. Im Laufe seines Lebens wurde er wegen schweren Raubes, fahrlässiger Tötung und illegalen Drogenhandels zu über 30 Jahren Gefängnis verurteilt.

## Leben
Miehling wurde als Sohn eines Polizisten geboren und war gelernter Betonbauer.
1968 kam er im Alter von 18 Jahren zum ersten Mal wegen schweren Raubes ins Gefängnis. 1978 tötete er gemeinsam mit einem Komplizen bei einem Einbruch einen Fleischgroßhändler in Jesteburg. Der Fall wurde in der Fernsehsendung Aktenzeichen XY … ungelöst aufgegriffen. 1980 wurde er wegen dieses Verbrechens vom Landgericht Stade zu einer zehnjährigen Haftstrafe wegen fahrlässiger Tötung verurteilt.
Nach seiner Entlassung stieg er vom Zuhälter und Geldeintreiber zu einem der größten Kokaindealer Hamburgs auf. 1992 flüchtete Miehling nach Kolumbien und wurde 1994 in Venezuela festgenommen. Nach der Auslieferung nach Deutschland wurde er zu 12½ Jahren Haft verurteilt, die er in der Justizvollzugsanstalt Fuhlsbüttel verbüßte. 2003 wurde er vorzeitig entlassen. Noch im selben Jahr erschien seine Biografie Schneekönig: Mein Leben als Drogenboss.
Bereits im November 2005 wurde Miehling in seiner Wohnung in Hamburg-Bramfeld erneut wegen Kokainhandels verhaftet. Zwischen Herbst 2004 und November 2005 ließ er Kokain von einem Lieferanten aus Kolumbien in Verstecken auf Schiffen nach Antwerpen und Hamburg schmuggeln. Im Oktober 2005 fingen die Behörden ein Containerschiff mit Kokain ab, tätigten Scheinkäufe und verhafteten ihn. Das Landgericht Hamburg verurteilte ihn erneut zu sieben Jahren und neun Monaten Haft, zusätzlich musste er die Reststrafe aus der vorangegangenen Verurteilung verbüßen.
Der im Juni 2013 in der ARD gesendete Dokumentarfilm Der Schneekönig zeigt Miehlings kriminelles Leben aus der Täterperspektive. Nach seiner Entlassung 2016 gründete Ronald Miehling ein Modelabel und bot in einem Internetshop unter anderem T-Shirts mit Cocapflanzen-Aufdruck an. Er wollte mit weiteren Ex-Gefangenen bei einem Anti-Drogen-Verein in Marburg mitarbeiten. Das 2014 veröffentlichte Lied Der Schneekönig der Rapperin Tice thematisiert Person und Lebensweg Miehlings.
Miehling lebte zuletzt mit seiner dritten Ehefrau, der Halb-Kolumbianerin Ines, und seiner Tochter zurückgezogen in Bremen.